# Varanus rasmusseni
Varanus rasmusseni — вид варанів. Зустрічається на філіппінських островах Таві-Таві, Джоло і Бітінан в архіпелазі Сулу. Він був зареєстрований у вторинному вапняковому лісі, в житловому районі поблизу болота, його також було зареєстровано на низинних кокосових плантаціях і в прибережних регіонах.